# غيفت أتوليوا
غيفت أتوليوا (Gift Atulewa) (1 أبريل 1986 - 12 نوفمبر 2024)، هو لاعب كرة قدم نيجيري لعب كمهاجم لفريق بايلسا يونايتد وأوشن بويز ووارري وولفز.
بدأ مسيرته المهنية مع نادي بايلسا يونايتد قبل أن ينتقل في عام 2006 إلى نادي أوشن بويز. بعد موسم واحد، انتقل في يوليو 2008 إلى واري وولفز.
لعب مع منتخب نيجيريا للشباب تحت 20 عامًا الذي شارك في بطولة العالم للشباب لكرة القدم 2005 في هولندا حيث خرج في المباراة النهائية على يد الأرجنتين.

## وفاته
توفي في 12 نوفمبر 2024، عن عمر ناهز الثامنة والثلاثين.

## الأوسمة والألقاب
- وصيف كأس العالم للشباب تحت 20 سنة: عام 2005.